# Lucas von Breda (1676–1752)

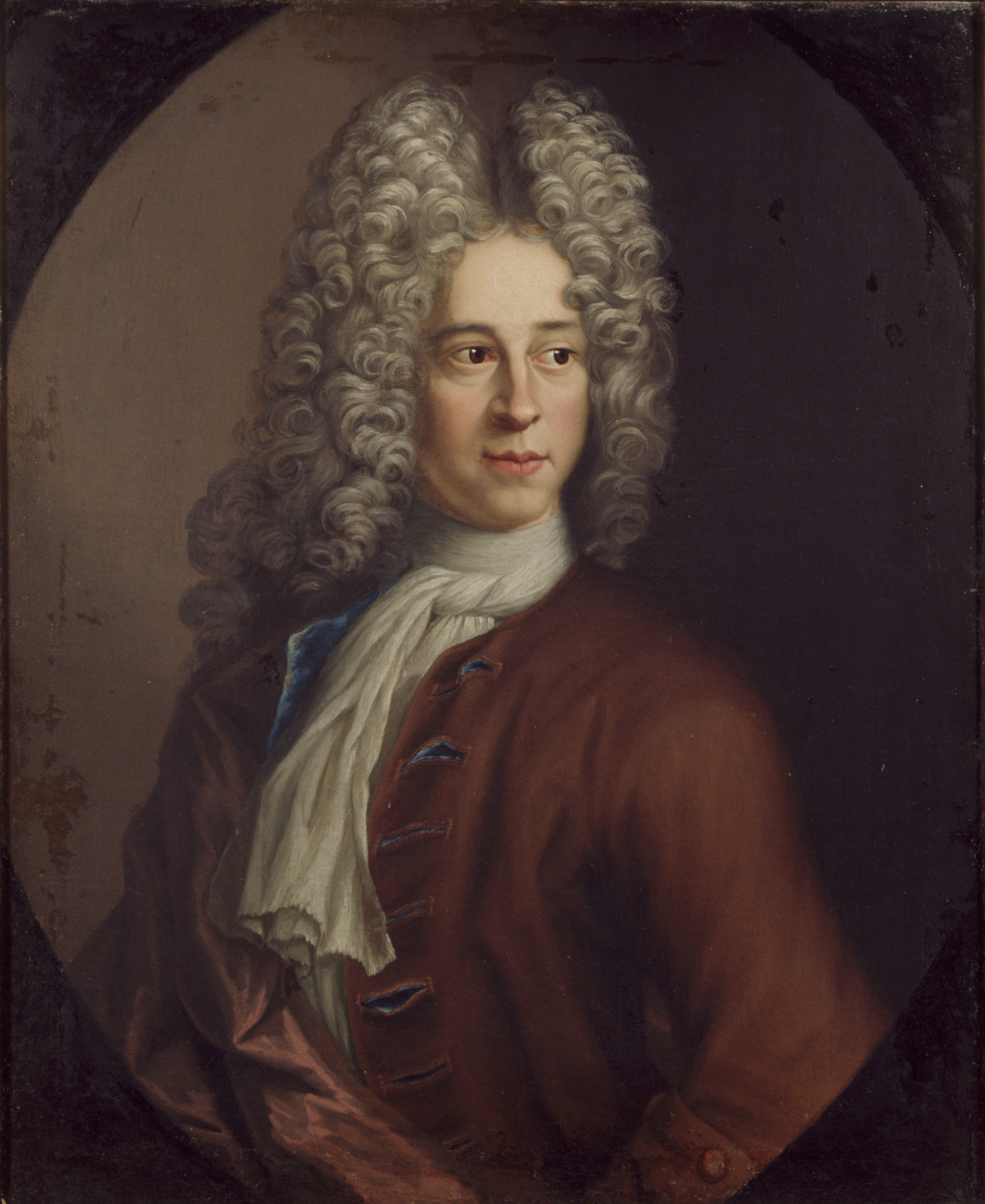
Självporträtt av Lucas von Breda

Lucas von Breda d.ä., född i Stockholm 18 april 1676, död 9 april 1752 i Stockholm, var en svensk konstnär, konstsamlare och industriman. Föräldrar: grosshandlaren Pieter von Breda, av en gammal brabantsk målarsläkt och överflyttad från Hamburg till Stockholm runt 1670, samt Alida Hidding. Far till Lucas von Breda d.y. och farfar till Carl Fredric von Breda.

## Biografi
Sedan modern blivit änka på 1690-talet, satte hon sonen i lära hos  
Martinus Mijtens, med vilken han 1697 fick göra sin första utländska studieresa. 1704 reste han över Tyskland och Nederländerna till Frankrike, där han fortsatte sina konststudier i Paris för Nicolas de Largillière. Här utvecklade han sin virtuositet. Av dennes briljanta färgsättning har han likväl inte tagit något starkare intryck. Däremot märks Largillières inflytande i den karakteristiska vridningen på huvudet och i ögats glans. 1712 kom Breda hem och blev därefter av högt stående personer flitigt anlitad som porträttör. Hans porträtt utmärker sig genom en kraftig och riktig teckning, en livlig, stundom något grov karakteristik och en stark, i lackrött och violett hållen återgivning av hudfärgen, alldeles olika hans svenska samtidas. Han målade även bilder med mytologiska motiv. En Venus och Adonis fanns i den forna nescherska samlingen. Sedan han i sitt gifte (1718) med Elisabeth Buchholtz, systerdotter till den berömde arkitekten Carl Hårleman,  fått en sidenfabrik och ett färgeri, tog skötandet av dessa småningom hans tid så mycket i anspråk, att penseln fick vila. Efter omkring 1725 finns därför nästan inga arbeten av honom. Hans konstintresse fick nu i stället formen av tavelsamlande som lade grunden till det konstgalleri som hans son Lucas von Breda d.y. och sonson Carl Fredric von Breda utvecklade. I Nationalmuseum ses av hans hand ett porträtt i bröstbild av brodern, Lorens von Breda och han är representerad vid Nordiska museet. 
Hans produktion är inte omfattande och merparten finns i privata samlingar i Sverige.

## Verk

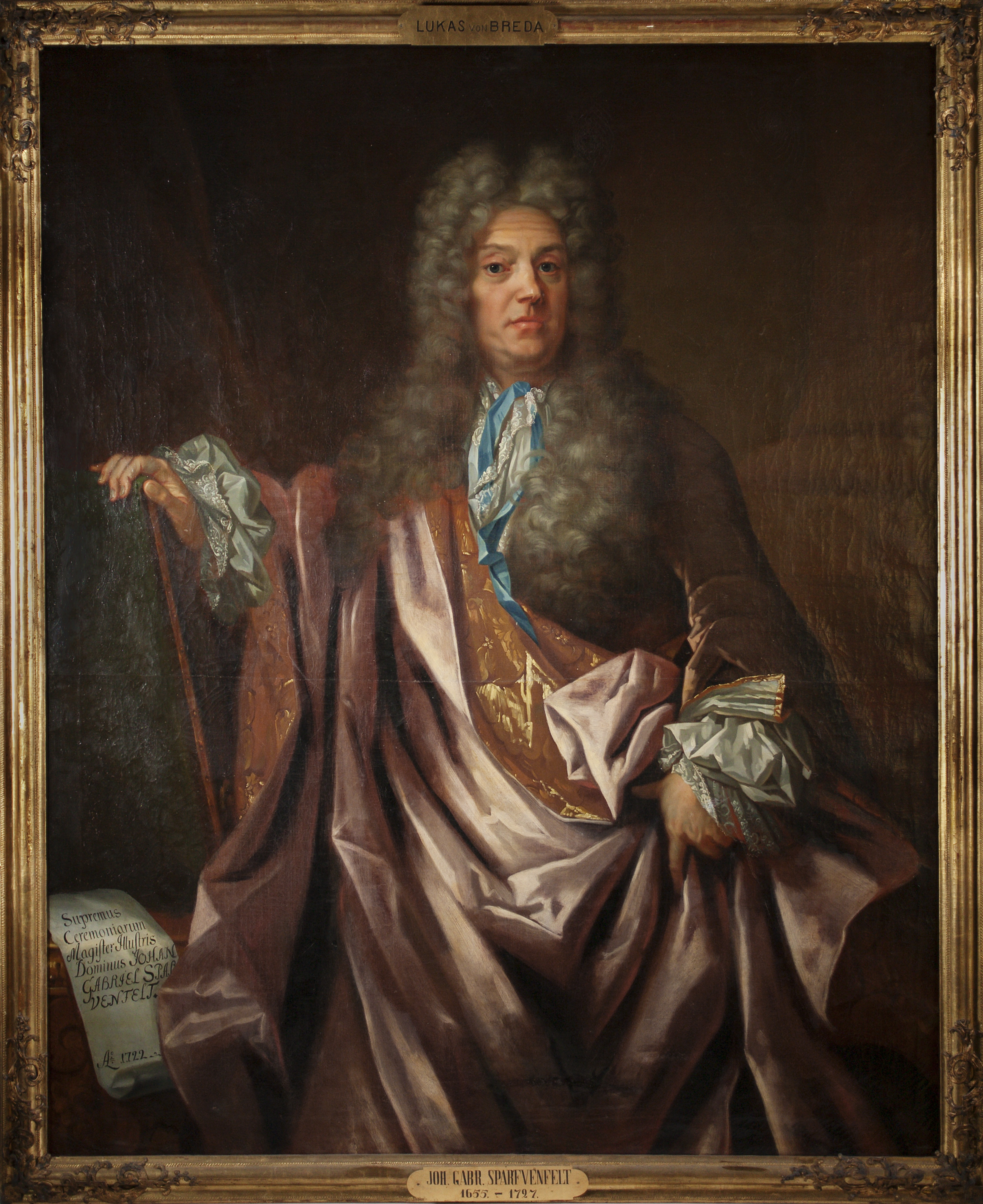
Porträtt av Johan Gabriel Sparwenfeld, finns på Uppsala universitets bibliotek
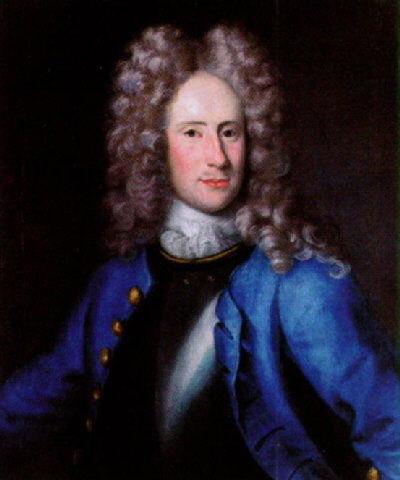
Porträtt från  1718 av Carl Oxenstierna av Eka och Lindö (1694-1719)